# Julnattsmässa
 Uppslagsordet ”Midnattsmässa” leder hit. Det kan även syfta på en mässa som firas på påsknatten.
En julnattsmässa eller midnattsmässa, är en mässa (d. v. s. Gudstjänst med Nattvard) som firas på julnatten (natten mellan julafton och juldagen). Denna typ av gudstjänst är vanlig i Romersk-katolska kyrkan, men har även blivit allt populärare i bland annat Svenska kyrkan.  Denna mässa markerar övergången från advent till jul. Liknande tjänster firas även i andra kyrkor.
Midnattsmässan i Peterskyrkan i Rom, som leds av påven, direktsänds traditionellt i TV i flera länder, däribland på SVT för Sverige.